# Nokia 5500
De Nokia 5500 (ook bekend als: Nokia 5500 Sport) is een mobiele telefoon van het Finse telecombedrijf Nokia.
De telefoon werd uitgebracht in 2006. De 5500 was de eerste van drie mobiele telefoons van het Nokia Series 60 3rd Edition-platform met versie 9.1 van het Symbian-besturingssysteem.
Een belangrijk kenmerk is de stofdichte en stootvaste behuizing van onder andere RVS. Volgens enkele bronnen op internet is hij zonder gevolgen onder te dompelen in melk en andere vloeistoffen.

## Specificaties
- 103 gram
- Triband
- 270 u. stand-by
- 4 u. spreektijd
- 64 MB intern geheugen
- FM-radio
- 2,0 megapixelcamera

5070 · 5100 · 5110 · 5120 · 5125 · 5130 · 5140 · 5140i · 5160 · 5165 · 5170 · 5170i · 5180i · 5185i · 5190 · 5200 · 5210 · 5300 · 5500 · 5510 · 5700 · 5800